# It's My Life (cântec de Sash!)
It's My Life este un cântec al DJ-ului  german Sash!. Sascha Lappessen a interpretat partea vocală pentru acest cântec, dar nu a fost înregistrat niciun videoclip pentru acest single.

## Lista pieselor
Toate melodiile sunt scrise și compuse de Ralph Kappmaier, Thomas Allison, Sascha Lappessen. 
| Nr. | Titlu                             | Lungime |  |
| 1.  | „It's My Life” (Kicking Life)     | 6:11    |  |
| 2.  | „It's My Life” (Fonky Life)       | 5:34    |  |
| 3.  | „It's My Life” (Fonky Short Life) | 3:40    |  |